# Fodbold
Fodbold er en holdsport spillet af to hold á 11 spillere og 1 dommer, som bruger en bold. Spillet betragtes som den mest udbredte sport i verden og spilles på en rektangulær bane af naturgræs eller kunstgræs. Meningen med spillet er at score ved at få bolden ind i modstanderens mål. Ingen spillere må røre bolden med hænderne inden for banens afmærkede område udover målmændene, der har tilladelse til at spille bolden med hænderne i eget felt. Resten af holdet bruger oftest fødderne til at spille bolden, nogle gange med deres torso eller hoved for at få fat i bolden i luften. Holdet, der har scoret flest mål ved fodboldkampens afslutning, vinder. Hvis stillingen er lige ved spillets afslutning, er fodboldkampen endt uafgjort. I nogle konkurrencer, hvor der skal findes en vinder (eksempelvis en finale eller anden form for turnering, fx knockout-turnering), kan der blive forlænget spilletid og/eller en straffesparkskonkurrence.
Det moderne boldspil blev opfundet i England efter dannelsen af The Football Association, hvis regler fra 1863 danner grundpillen for det spil, der bliver spillet i dag. Fodbold styres internationalt af FIFA, der står for konkurrencer, og IFAB, der står for reglerne. Den største konkurrence i fodbold er VM i fodbold, der er afholdt hvert fjerde år siden 1930, med undtagelse af 1942 og 1946 grundet Anden Verdenskrig.

## Spillemåde
Fodbold spilles efter en række regler kendt som The Law of The Game – en lov der udarbejdes af IFAB. Spillet spilles med en bold, kendt som fodbolden. To hold, bestående af 11 spillere, som konkurrerer om at få bolden ind i modstanderens mål, altså mellem stolperne, under overliggeren og over målstregen. Lykkes dette, har holdet scoret et mål. Holdet, som har scoret flest mål ved spillets afslutning, vinder. Hvis begge hold har scoret lige mange mål, ender fodboldkampen uafgjort. Hvert hold ledes af en anfører, der også fungerer som trænerens højre hånd på banen.
En af de mest markante regler er, at spillere ikke må røre bolden med hænderne eller armene i løbet af spillet, for på denne måde at skaffe sig en fordel. Spilles bolden forsætligt med hånden eller armen, vil det dog altid give straf, ligegyldigt om det skaffer en fordel eller ej. Ryger bolden ud over sidelinjen, skal spilleren dog bruge hænderne til at sætte bolden i spil igen, et såkaldt indkast. Selv om spillerne normalt bruger fødderne til at bevæge bolden, må alle kropsdele bruges, udover hænder og arme, såfremt det ikke er til fare for modstanderen.
Spillerne prøver normalt at kontrollere bolden ved for eksempel at drible eller aflevere bolden til en holdkammerat. Driblingerne og afleveringerne skal gerne ende ud med at der skydes mod målet, som bevogtes af modstanderens målmand. Skud mod mål kan f.eks. ske ved et såkaldt papegøjeskud, der sparkes med ydersiden af foden. Udført rigtigt medfører det, at bolden skruer gennem luften. På den måde kan man skyde "udenom" modstandere, som står i den direkte bane. Modstanderens spillere vil forsøge at erobre bolden ved at spærre for en aflevering eller tackle modstanderen med bolden, den fysiske kontakt mellem spillerne er dog begrænset. Fodbold er generelt et enkelt spil og stopper kun, når bolden ryger ud af banen eller når dommeren stopper spillet. Efter et stop sættes spillet i gang igen, i forhold til grunden til det nu netop overståede spilstop.
På professionelt plan scores der kun få mål i en fodboldkamp. I 2005/06-sæsonen af Premier League blev der lavet 2,48 mål per fodboldkamp  og ved VM i fodbold 2010 blev der lavet 2,27 mål per fodboldkamp.
Ingen spiller har nogen fast plads, bortset fra målmanden, men der findes visse "faste" fodboldpositioner. Der er tre spillerkategorier: angribere, hvis vigtigste opgave er et score mål, forsvarere, som forhindrer modstanderne i at score og midtbanespillere, som tager bolden fra modstanderen og afleverer den til angriberne på deres hold. Spillere i disse positioner kaldes markspillere for at skille dem ud fra målmanden. Disse positioner er også inddelt, alt efter hvor i området en spiller bruger det meste af tiden. Der er for eksempel centerforsvarere og venstre og højre midtbanespillere. De ti markspillere kan organiseres på mange forskellige måder, i moderne fodbold ses dog ofte en variation af 4-4-2-formationen. Antallet af spillere i hver position viser holdets spillestil: flere angribere og færre forsvarere skaber et mere aggressivt og offensivt spil, mens den omvendte måde kan give en mere defensiv stil, som er mere henholdende. Spillerne bruger, som oftest, det meste af spilletiden omkring den position de, inden kampen går i gang, er tildelt, men kan skifte plads til enhver tid, en undtagelse er dog den såkaldte totalfodbold. Holdets fordeling kaldes en formation. Det er trænerens ansvar at lave holdets spillestil og formationer, herunder udvælgelse af spillere.

## Historie
En af de første former for fodbold blev muligvis spillet i det gamle Ægypten, hvorfra man har fundet bolde lavet af læder, træ og papyrus 2000 f.Kr. Man har også fundet boldspil i Kina, i antikken, hos aztekerne og mayaerne. Europæernes første kontakt med denne form for boldspil fandt sted i Romertiden. Det menes, at romerne huggede hovedet af den engelske konge efter at have besejret dem. Sidenhen brugte englænderne selv samme metode, da de overvandt de danske og norske vikinger omkring år 1000.. I Europa fandtes også boldspil som La Soule i Frankrig, der blev spillet helt frem til 1800-tallet og traditionel britisk folkefodbold, der har været spillet helt tilbage i 1300-tallet. Disse spil var i perioden 1300-1600-tallet mere voldsomme og havde ofte dødsfald og skade til følge. Spillene blev derfor forbudt af landenes myndighederne. De havde heller ingen ensartede regler, og heller ikke alle kunne deltage i dem.
De moderne regler i fodbold stammer oprindeligt fra ideer, som blev udviklet i midten af 1800-tallet. Idéerne skulle standardisere de forskellige slags fodboldspil, der blev spillet på kostskoler i England.
Cambridge-reglerne, først skrevet ned på Cambridge-universitetet i 1848, havde delvis indflydelse på de efterfølgende navne, som "association football", som er spillets fulde navn på engelsk. Cambridge-reglerne blev skrevet i Trinity-kollegiet, Cambridge på et møde med repræsentanter fra Eton-, Harrow-, Rugby-, Winchester- og Shrewsbury-skolerne. Reglerne blev dog ikke indført overalt. I løbet af 1850'erne samledes mange engelsk-talende klubber, der ikke havde noget at gøre med hverken skolerne eller universiteterne, for at spille forskellige typer fodbold. Nogle spillede med deres egne regler, den mest kendte klub er Sheffield Football Club, som blev startet af tidligere kostskole-elever i 1857,, hvilket førte til dannelsen af Sheffield FA i 1867. I 1862 udtænkte John Charles Thring fra Uppingham-skolen en række indflydelsesrige regler.
De stadige forsøg var med til at skabe The Football Association (The FA) i 1863, som første gang mødtes om morgenen d. 26. oktober 1863 ved Freemasons' Tavern i Great Queen Street, London. Den eneste skole, der mødte op, var dog Charterhouse. Freemason's Tavern var forsamlingssted for fem ekstra møder mellem oktober og december, hvor de første succesfulde regler blev skrevet ned. Ved det sidste møde afmeldte den første FA-kasserer, repræsentanten fra en rugby-klub fra Blackheath, sin klub fra FA, da to forslag ved det forrige møde blev afslået. Det første indebar, at man kunne røre bolden med hænderne, det andet at man kan spille hårdt, som at ramme en på skinnebenene, spænde ben og holde én. Andre engelske rugbyklubber gjorde det samme og blev ikke medlem af FA eller forlod det senere og dannede i stedet Rugby Football Union i 1871. De elleve resterende klubber, under ledelse af Ebenezer Cobb Morley, ratificerede de oprindelige tretten regler i spillet. Disse regler gjaldt, at markspillerne kunne røre bolden og der ikke fandtes nogen overligger, regler som lignede dem fra australsk fodbold, der blev udviklet på samme tid i Australien. Sheffield FA spillede med sine egne regler indtil 1870'erne, da FA indførte nogle af de samme regler, indtil forskellen på spillene var små.
Spillets regler bestemmes nu af International Football Association Board (IFAB), som blev dannet i 1886, efter et møde i Manchester af FA, Scottish Football Association, Football Association of Wales og Irish Football Association. Verdens ældste fodboldkonkurrence er FA Cup, som blev arrangeret af C. W. Alcock og spillet af engelske hold siden 1872. Den første officielle internationale fodboldkamp fandt sted i 1872 mellem Skotland og England i Glasgow, igen en idé af C. W. Alcock. England er hjemsted for verdens første fodboldliga, som blev skabt i Birmingham i 1888 af Aston Villa-direktøren William McGregor. Turneringen havde oprindeligt deltagelse af 12 klubber fra Midlands og Nordengland.
I Danmark blev den første fodboldturnering Medaille Fodbold-Konkurrencen i 1888 arrangeret som en cup-turnering på initiativ af Kjøbenhavns Boldklub med deltagelse af 15 hold og med Kjøbenhavns Boldklub som en overbevisende vinder.
FIFA, det internationale fodboldorgan, blev dannet i Paris i 1904 og sagde, at de ville tilslutte sig FA's fodboldregler. Den voksende popularitet hos det internationale spil førte til, at FIFA-repræsentanterne blev medlem af IFAB i 1913. Rådet består af fire repræsentanter fra FIFA og en repræsentant fra hver af de britiske forbund.
I dag spilles fodbold på et professionelt plan over hele verden. Millioner af folk tager ofte til fodboldstadioner for at se deres favorithold spille, mens milliarder ser det på tv. En masse folk spiller også fodbold som amatører. Ifølge en rundspørge foretaget af FIFA i 2001, spillede over 240 millioner folk fra over 200 lande fodbold ofte. Spillets enkle regler og de få udstyr, der kræves, har uden tvivl spredt spillet og dets popularitet.
I mange dele af verden betyder fodbold meget, lige fra den enkelte fan til en hel nation, det kaldes derfor ofte for verdens mest populære sport. ESPN har sagt, at Elfenbenskystens landshold sikrede en våbenhvile under landets borgerkrig i 2005. I modsætning ses fodbold som det, der fik bægeret til at flyde over og startede Fodboldkrigen eller 100-timers-krigen i juni 1969 mellem El Salvador og Honduras. Sporten var også, i mindre grad dog, medvirkende til starten på Krigen i Jugoslavien i 1990'erne, da en kamp mellem Dinamo Zagreb og Røde Stjerne Beograd endte med uroligheder i marts 1990.

## Regler
Der er 17 regler i fodboldloven. Reglerne gælder i alle slags fodbold, selv om grupper som juniorer, seniorer, kvinder og fysisk handicappede i mindre grad kan have deres egne regler. Reglerne er ofte bredt indrammet, hvilket giver stor fleksibilitet i spillet. Sammen med de 17 regler gælder der også andre regler, som skal være med til regulere spillet. Fodboldloven udgives af FIFA (oversat til dansk af DBU), men styres af International Football Association Board, ikke FIFA selv. Den mest komplekse af reglerne er offside. Offside-reglen begrænser angribernes mulighed for at være foran (når man er tættest på modstanderens mållinje) bolden, den næstsidste forsvarer (som kan være målmanden) og midterlinjen, men gælder kun, så længe spilleren er i aktivt spil.

### Spillere, udstyr
Hvert hold består af max. 11 spillere (uden udskiftere), hvor én skal være målmand. Reglerne kræver normalt et minimum af spillere. Det er normalt syv. Målmænd er de eneste spillere, der rører bolden med arme og hænder, så længe de gør det i straffesparksfeltet foran deres eget mål. Selv om spillerne kan have faste positioner, er det ikke en regel.
Det vigtigste udstyr, som spillerne skal have på er en trøje, shorts, sokker, fodboldstøvler og passende benskinner. Hovedtøj er ikke noget vigtigt udstyr, men spillerne kan også bruge det for at forhindre hovedskader, såfremt det ikke er til skade for andre på banen. Spillerne må ikke bruge noget, der kan skade dem selv eller andre spillere, som smykker og ure. Alle spillere på et hold bærer ens spillerdragter, bortset fra målmanden, der skal bære tøj, der ikke ligner det, som bæres af de andre spillere eller dommere.
Et vist antal af spillere må udskiftes i løbet af en fodboldkamp. Det højeste antal udskiftninger, der er tilladt i de fleste internationale konkurrencer og nationale ligaer er tre, selv om antallet kan være anderledes i andre konkurrencer eller i venskabskampe. Normalt udskiftes der på grund af skader, træthed, ukampdygtighed, taktisk ændring eller tidsspilde, hvis en fodboldkamp forløber godt. I de fleste seniorkampe må en udskiftet person ikke spille videre. I de lavere danske rækker, tillades de såkaldte flyvende udskiftninger dog.
Spillet styres af en dommer, der hjælpes af to linjedommere. I mange professionelle fodboldkampe er der også en fjerde dommer, som hjælper dommeren og står til rådighed, hvis en dommer skal udskiftes.

### Bane
Da reglerne blev lavet i England og alene blev styret af fire britiske fodboldforbund inden for IFAB, blev standardmålene for en fodboldbanen vist i imperial unit. De vises nu i meter i cirkatal (efterfulgt af traditionelle unit i parentes), selv om det er populært at bruge unit i engelsk-talende lande, som ellers bruger meter-systemet, som Storbritannien.
Længden på banen i internationale voksenkampe er 100–110 m og bredden er på 64–75 m. Baner til ikke-internationale fodboldkampe kan være 91–120 m lange og 45–91 m bredde, så længe banen ikke bliver kvadratisk. I 2008 foreslog IBFA, at en 105 m lang og 68 m bred bane skulle være standardbane for A-internationale kampe.
De lange bandelinjer hedder sidelinjer, mens de korte bandelinjer (som målet ligger på) er mållinjer. Der ligger et rektangulært mål i midten af hver mållinje. De indre hjørner ved de lodrette målstolper skal have en afstand på 7.32 m og de lavere hjørner hos den vandrette overligger, der støttes af målstolperne skal være 2.44 m (8 ft) over jorden. Nettet ligger normalt bag målet, men det er ikke en regel.
Foran hvert mål er et område, der kaldes straffesparksfeltet. Dette område markeres af mållinjen, to linjer, der starter 16.5 m (18 yd) fra målstolperne og strækker sig 16.5 m ind i banen og er vinkelret med mållinjen og en linje, der binder dem sammen. Dette område har nogle funktioner, det vigtigste er at vise, hvor målmanden må røre bolden med hænder og arme og hvor en strafbar fejl af forsvaret kan straffes med et straffespark. Andre markeringer viser boldens position eller spillere ved indkast, målspark, straffespark og hjørnespark.

### Varighed og metoder ved uafgjort spil
En normal voksenfodboldkamp består af to perioder på hver 45 minutter, kendt som halvlege. Hver halvleg kører uden afbrydelser, når bolden er ude af spil. Der er normalt et kvarters pause mellem halvlegene. Slutningen på kampen kaldes fuldtid.
Dommeren er den officielle tidskontrollør under kampen og giver en erstatning for den tabte tid under udskiftninger, skadede spiller eller andre afbrydelser. Den tillagte tid kaldes for tillægstid og bestemmes alene af dommeren. Dommeren bestemmer også selv, hvornår kampen slutter. Dommeren viser hvor mange tillægsminutter han/hun lægger til ved slutningen af en halvleg. Den fjerde dommer viser så spillerne og tilskuerne dette ved at vise et (elektronisk) skilt med dette nummer. Den signalerede tillægstid kan udvides af dommeren. Tillægstid blev introduceret på grund af et uheld, der skete i 1891 i en fodboldkamp mellem Stoke City F.C. og Aston Villa. Der stod 1-0 og med kun to minutter tilbage fik Stoke et straffespark. Villas målmand sparkede bolden ud af banen, og da bolden blev hentet tilbage, var de 90 minutter gået og spillet var slut.
I ligaer kan fodboldkampe ende uafgjort, men i nogle elimineringsturneringer (vind-eller-forsvind-konkurrencer) lægger man to halvlege på 15 minutter til, hvis stillingen ender uafgjort. Hvis spillet stadig er uafgjort, spilles en straffesparkskonkurrence, der skal afgøre, hvilket hold der går videre i turneringen. Mål, der scores ved ekstratid, tæller med i den endelige score, men straffespark bruges kun til at afgøre hvilket hold, der går videre i turneringen (hvor mål i en straffesparkskonkurrence ikke tæller med i den endelige score).
I konkurrencer med tur-retur-kampe konkurrerer hvert hold på hjemmebane en gang, hvor den højeste samlede score fra begge fodboldkampe bestemmer, hvilket hold, der går videre. Hvis begge hold står lige er det reglen om udebanemål, der bestemmer vinderen, som er det hold, der har scoret flest mål på udebane. Hvis dette resultat også er det samme, tæller straffespark normalt, selv om nogle konkurrencer kræver, at fodboldkampen skal spilles om.
I slutningen af 1990'erne og starten af 2000'erne eksperimenterede IFAB med at finde en vinder inden straffesparkskonkurrencen, som ofte blev anset for at være en dum måde at afgøre en fodboldkamp på. Disse regler gjaldt, at ekstra spilletid blev afsluttet hurtigere, ved at det første mål i ekstratid blev scoret (golden goal) eller hvis et hold førte ved slutningen af første halvleg i ekstra spilletid (silver goal). Golden goal blev brugt ved VM i fodbold i 1998 og 2002. Den første VM-kamp der blev afgjort ved golden goal var Frankrigs sejr over Paraguay i 1998. Tyskland var det første land der scorede golden goal i en stor konkurrence og slog Tjekkiet i finalen i EM i fodbold 1996. Silver goal blev brugt i EM i fodbold 2004. Begge disse forsøg er blevet stoppet af IFAB.

### Bold i og ude af spil
De gældende spilsituationer i fodbold er "bold i spil" og "bold ude af spil". I begyndelsen af hver halvleg, indtil halvlegen slutter, er bolden altid i spil, undtagen når den forlader banen eller spillet stoppes af dommeren. Når bolden er ude af spil, sættes spillet i gang med én af disse otte metoder, alt efter fra hvordan bolden røg ud.
- Give bold op: efter et mål af modstander-holdet eller ved en halvlegs start gives bolden ved midterpletten.[8]
- Indkast: når bolden helt har krydset sidelinjen: bolden gives til det hold, som ikke sidst ramte bolden.[52]
- Målspark: når bolden helt har krydset mållinjen uden at et mål er scoret og sidst er rørt af en fra det angribende hold: bolden gives til det forsvarende hold.[53]
- Hjørnespark: når bolden helt har krydset mållinjen uden at et mål er scoret og sidst er rørt af en fra det forsvarende hold: bolden gives til det angribende hold.[54]
- Indirekte frispark: gives til det modsatte hold ved ureglementerede forseelser, visse tekniske fejl, eller når spillet stoppes pga. fare eller udvisning af en modstander uden en bestemt fejl er sket. Et mål må ikke scores direkte fra et indirekte frispark.[55]
- Direkte frispark: gives til det ramte hold ved reglementerede forseelser.[55]
- Straffespark: gives til det ramte hold ved en forseelse, man normalt kan få direkte frispark for, men som er sket i modstanderens straffesparksfelt.[56]
- Dommeren lader bolden falde: når dommeren har stoppet spillet af en anden grund, som en alvorligt skadet spiller, afbrydelse pga. en person uden for banen eller bolden går i stykker. Dette sker sjældent i de voksnes fodbold.[8]

### Forseelser
| Spillere advares med et gult kort (to gule kort giver et rødt kort) og udvises med et rødt kort. Disse kort blev første gang brugt ved VM i fodbold 1970 og er brugt lige siden |  | Spillere advares med et gult kort (to gule kort giver et rødt kort) og udvises med et rødt kort. Disse kort blev første gang brugt ved VM i fodbold 1970 og er brugt lige siden |
| Spillere advares med et gult kort (to gule kort giver et rødt kort) og udvises med et rødt kort. Disse kort blev første gang brugt ved VM i fodbold 1970 og er brugt lige siden |  | |

En forseelse sker, når en spiller begår en forseelse ifølge fodboldloven, ligegyldigt om bolden er i spil eller ej. Forseelserne findes i regel 12 og inkluderer:
- Sparker eller forsøger at sparke en modspiller
- Spænder ben eller forsøger at spænde ben for en modspiller
- Springer på en modspiller
- Spytter på en modspiller
- Angriber en modspiller med skulderen
- Slår eller forsøger at slå en modspiller
- Skubber en modspiller
- Tackler en modspiller
- Fingerer en skade for at få frispark eller straffespark
- Tager fodboldtrøjen af under fodboldkampen, fx efter målscoring
- Trodser dommerens instrukser eller irettesættelser

Sker en af ovenstående hasarderet, hensynsløst eller med unødig stor kraft, dømmes direkte frispark. Der dømmes også direkte frispark, hvis man holder en modstander, spytter efter en modstander eller forsætligt spiller bolden med hånden eller armen.
Dommeren kan straffe en spillers eller udskifters forseelse med en advarsel (gult kort) og udvisning (rødt kort). Det andet gule kort i samme fodboldkamp til sammen spiller giver et rødt kort og dermed en udvisning. En spiller, der har fået et gult kort, nedskrives i dommerens notesbog.
En spiller får et straffespark, hvis en forseelse er begået i straffesparksfeltet. Hvis en spiller er blevet udvist, kan ingen udskifter erstatte den. Forseelser kan ske til enhver tid og når reglementerede forseelser begås, kan de forklares bredt. F.eks. er straf ved "usportslig opførsel" brugt ved de fleste begivenheder, der bryder med spillets ånd, selv om de ikke tages som nogen bestemt forseelse. En dommer kan give et gult eller rødt kort til en spiller, udskifter eller udskiftet spiller. Ikke-spillere som trænere og støtteteam kan ikke få gult eller rødt kort, men kan blive bortvist fra det tekniske område, hvis de ikke opfører sig efter reglerne, og som dommeren dikterer.
Dommeren må fortsætte spillet selvom en forseelsen er begået, såfremt holdet, forseelsen er begået imod, kan få en fordel ud af det, det vil som oftest sige en målchance. Det kaldes fordelsreglen. Dommeren kan give straffen alligevel, hvis fordelen ikke opstår inden for en kort periode. Selv hvis straffen ikke gives på grund af fordelen, kan vedkommende der lavede forseelsen stadig straffes ved spillets næste stop.

## Styrende organer
Det internationale forbund for fodbold (og lignende spil, som futsal og strandfodbold) er FIFA. FIFA's hovedkvarter er beliggende i Zürich.
De seks kontinentale forbund, der hører under FIFA er:
- Asien: Asian Football Confederation (AFC)
- Afrika: Confederation of African Football (CAF)
- Mellem-/Nordamerika og Caribien: Confederation of North, Central American and Caribbean Association Football (CONCACAF; også kendt som The Football Confederation)
- Europa: Union of European Football Associations (UEFA)
- Oceanien: Oceania Football Confederation (OFC)
- Sydamerika: Confederación Sudamericana de Fútbol/Confederação Sul-americana de Futebol (South American Football Confederation; CONMEBOL)

De nationale forbund styrer fodbold i deres respektive lande. Disse hører generelt hjemme i selvstændige stater (f.eks. Dansk Boldspil-Union i Danmark) men nogle hører også under sub-nationale enheder og autonome regioner (f.eks. Scottish Football Association i Skotland). 208 nationale forbund er under både FIFA og deres egne kontinentale forbund, 13 andre hører under deres kontinentale forbund, men ikke FIFA.
Nogle fodboldforbund, som ikke anerkendes af FIFA, hører til Nouvelle Fédération-Board (NF-Board).

## Internationale konkurrencer
Den største internationale konkurrence i fodbold er VM i fodbold, organiseret af FIFA. Denne konkurrence holdes hvert fjerde år. Omkring 200 landshold konkurrerer i kvalifikationsturneringen. Finaleturneringen, der afholdes hvert fjerde år, har deltagelse af 32 landshold i en periode over fire uger. VM i fodbold 2018 blev holdt i Rusland.
Der har været en fodboldturnering ved hvert sommer-OL siden 1900, bortset fra 1932 i Los Angeles. Før indførelsen af VM, var OL (især i 1920'erne) at regne som verdensmesterskabet og vinderen af OL-fodboldturneringen var derfor også de facto-verdensmester. Oprindeligt var begivenheden kun for amatører, selv om professionelle spillere har måttet spille siden sommer-OL 1984, dog med visse begrænsninger. Landene må ikke have deres dygtigste spillere med. I øjeblikket findes OL's herreturnering for spillere under 23 år. Før i tiden måtte et maksimum på tre spillere over 23 år spille med i OL., men det stoppede ved OL i 2008. OL-konkurrencen er ikke så prestigefyldt som VM. En kvindeturnering blev lavet i 1996, ligesom herreturneringen. Alle kvindelige landshold kan, uden aldersgrænse, deltage i OL-turneringen, som anses for at være lige så stort som kvindernes VM i fodbold.
Efter VM er de vigtigste fodboldkonkurrencer mesterskaberne på kontinenterne, som styres af hvert kontinentalt forbund og har deltagelse af forbundene under de kontinentale sammenslutninger. Det er UEFA European Championship, Copa América (CONMEBOL), African Cup of Nations (CAF), Asian Cup (AFC), CONCACAF Gold Cup (CONCACAF) og OFC Nations Cup (OFC). FIFA Confederations Cup spilles af vinderne af alle seks kontinentale mesterskaber, det nuværende VM og værtslandet for Confederations Cup. Dette ses normalt som en opvarmning til det kommende VM, men har ikke samme status som selve mesterskaberne. De mest prestigefyldte konkurrencer i klubfodbold er de lignende kontinentale mesterskaber, hvilket normalt spilles af de nationale mestre, for eksempel UEFA Champions League i Europa og Copa Libertadores de América i Sydamerika. Vinderne af hver konkurrence deltager i FIFA Club World Cup.

## Nationale konkurrencer
De styrende forbund i hvert land spiller i hvert sæson efter et ligasystem der består af flere divisioner. Hvert hold i divisionerne får point i løbet af sæsonen ud fra deres resultater. Holdene placeres på en tabel, der placerer dem efter givne point. Normalt spiller holdene to gange mod hinanden, på hjemme- og udebane i hver sæson, i en såkaldt round-robin-turnering. Når sæsonen er slut, er det holdet på 1. pladsen, der erklæres for mesteren. De højstplacerede hold kan rykkes op i en højere division, og de lavestplacerede rykkes ned i en lavere division. De højstplacerede i et lands liga kan få lov at spille i internationale konkurrencer i den næste sæson. Der findes undtagelser i visse latinamerikanske ligaer, som er inddelt i to dele kaldet Apertura og Clausura, hvor der gives en præmie i hver liga.
Størstedelen af landene har også en såkaldt pokalturnering. Disse afgøres ved elimineringsrunder, vinderen fra hver fodboldkamp går videre til næste runde, taberen er ude af konkurrencen.
Topdivisionerne i visse lande har højtlønnede stjernespillere, i mindre lande og lavere divisioner er spillerne deltidsansatte med et andet job eller amatører. De fem bedste europæiske ligaer  – Serie A (Italien), La Liga (Spanien), Premier League (England), Bundesliga (Tyskland) og Ligue 1 (Frankrig) – tiltrækker verdens bedste spillere, og hver liga har en total løn på 600 millioner pund.

## Yderligere læsning
- Ankerdal, Steen: Alt om fodbold. 2002. Rosinante. ISBN 87-621-0360-1.
- Hornby, Hugh: Fodbold (2. udgave). 2004. Forlaget Flachs ISBN 87-627-0464-8
- Jensen, Jørn: Fodbold. 2003. Alinea ISBN 87-23-01438-5.